# Saturn Award du meilleur film indépendant
Le Saturn Award meilleur film indépendant (Saturn Award for Best Independent Film) est une récompense cinématographique décernée chaque année depuis 2013 par l'Academy of Science Fiction, Fantasy and Horror Films. 

## Palmarès

### Années 2010
- 2013 : Killer Joe
  - Compliance
  - Hitchcock
  - Paperboy
  - Robot and Frank
  - Safety Not Guaranteed
  - Jusqu'à ce que la fin du monde nous sépare (Seeking a Friend for the End of the World)

- 2014 : Twelve Years a Slave
  - De grandes espérances (Great Expectations)
  - Inside Llewyn Davis
  - The Invisible Woman
  - Les Brasiers de la colère (Out of the Furnace)
  - Upside Down

- 2015 : Whiplash
  - Grand Piano
  - I Origins
  - A Most Violent Year
  - The One I Love
  - The Two Faces of January

- 2016 : Room
  - 99 Homes
  - Bone Tomahawk
  - Cop Car
  - Experimenter
  - Dalton Trumbo (Trumbo)

- 2017 : La La Land
  - Eye in the Sky
  - Hunt for the Wilderpeople
  - Lion
  - The Ones Below
  - Remember

- 2018 : Wonder
  - Moi, Tonya
  - L. B. Johnson, après Kennedy
  - Lucky
  - My Wonder Women
  - Super Dark Times (en)
  - Le Musée des merveilles

- 2019 : Mandy
  - American Animals
  - Anna and the Apocalypse
  - The Man Who Killed Hitler and Then The Bigfoot
  - Ophelia
  - Summer of 84
  - The Tomorrow Man

### Années 2020
- 2021 : Encounter
  - The Aeronauts
  - Angel of Mine
  - Color Out of Space
  - Palm Springs
  - Possessor

- 2022 : Dual
  - Encounter
  - Alice : De l'esclavage à la liberté
  - Dream Horse
  - Gold
  - Mass
  - Watcher

- 2024 : Pearl

- 2025 : Late Night with the Devil
  - Dream Scenario
  - MaXXXine
  - The Substance
  - Thelma
  - The Thicket